# Verkehrsraum
Der Verkehrsraum umfasst sämtliche für Verkehrsteilnehmer und Verkehrsmittel nutzbaren Verkehrswege. Er bezeichnet das Gelände oder den Bereich, in dem Verkehr stattfindet.

## Unterteilungen
Der Verkehrsraum wird hinsichtlich der Widmung unterteilt in
- Landverkehrsraum für den Straßenverkehr und Eisenbahnverkehr,
- Luftverkehrsraum für den Luftverkehr und
- Wasserverkehrsraum für den Schiffsverkehr.

Der Landverkehrsraum enthält bei Kraftfahrzeugen die Straßen, bei Fußgängern die Fußgängerzonen und Bürgersteige, bei Radfahrern die Radwege, bei Schienenfahrzeugen die Trassen, bei Luftfahrzeugen den freigegebenen Luftraum, bei Wasserfahrzeugen die schiffbaren Wasserstraßen, Binnenseen und Meere, jeweils insgesamt einschließlich der Verkehrsknotenpunkte.
Es gibt private und öffentliche Verkehrsräume. Ob ein Verkehrsraum öffentlich oder privat ist, hat Auswirkungen auf die Baulastträger, auf die Ahndung der Verkehrsdelikte und darauf, wem die Verkehrssicherungspflicht obliegt. Auch die Hoheitsrechte spielen hier mit hinein.
Nutzungsabhängig wird unterteilt in
- Verkehrsraum des ruhenden Verkehrsmittels und
- Verkehrsraum des bewegten Verkehrsmittels. Beim Straßenverkehr etwa bedeutet letzteres, dass der nutzbare Verkehrsraum durch höhere Geschwindigkeit erst einmal zunimmt, aber durch Verkehrsstaus auch wieder abnehmen kann.

Ausbildungsmäßig wird unterteilt in

Schul-Verkehrsübungsplatz (Augsburg)

- Schonräume, worunter die Verkehrspädagogik Räume im Spielbereich versteht, die in geschützten Arealen ein sicheres Üben und Trainieren des Verkehrsumgangs ermöglichen. Als solche Schonräume dienen Klassenräume, Sporthallen, Schulhöfe oder Verkehrsübungsplätze.[1] Für die Pilotenausbildung nutzt man Flugsimulatoren mit digital bereitgestellten Lufträumen.

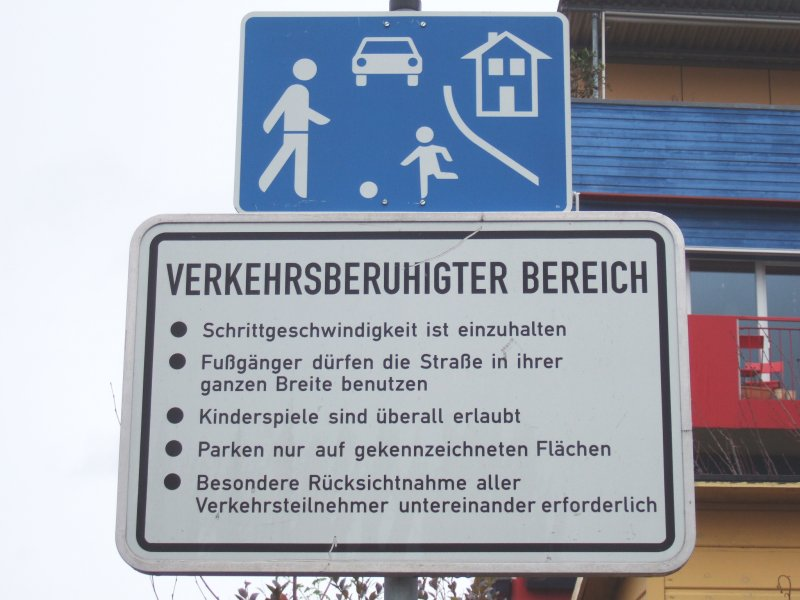
Straßenverkehrsschild für einen Verkehrsberuhigten Bereich

- Straßenverkehrsschild für einen Verkehrsberuhigten Bereich Verkehrsberuhigte Bereiche (DE), Wohnstraßen (AT), Begegnungszonen (CH), worunter die Verkehrspädagogik Verkehrsräume versteht, die einen bedingten Schutz gewähren für das Spielen bzw. das spielerische Lernen des Verkehrsumgangs, indem sie einen reduzierten Straßenverkehr zulassen oder vollständig auf Verkehr verzichten, wie etwa die Fußgängerzone oder in Deutschland auch die Spielstraße.

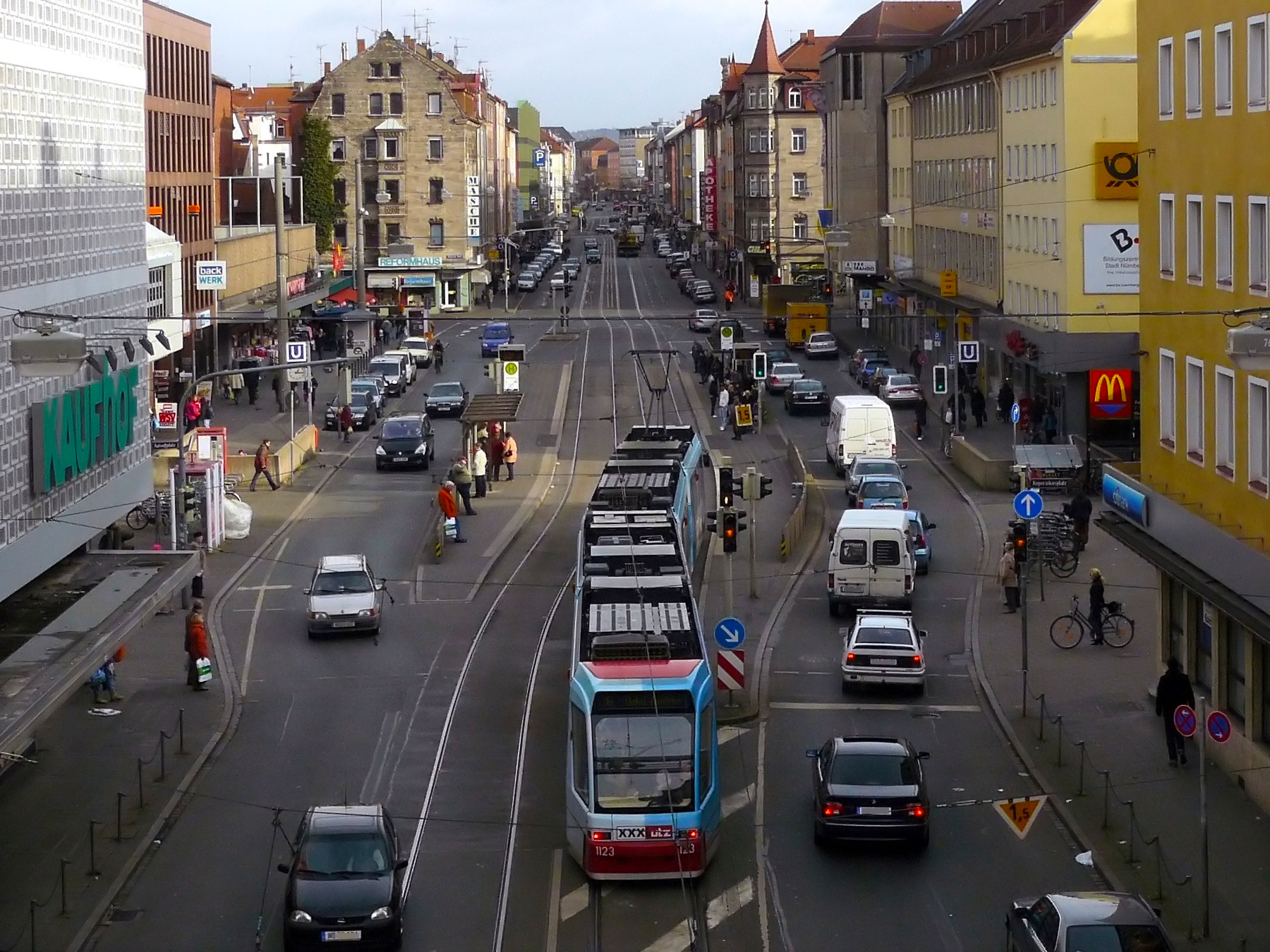
Realverkehrsraum (Nürnberg)

- Realverkehrsraum (Nürnberg) Realverkehrsräume, worunter die Verkehrspädagogik den unter dem entsprechenden Verkehrsrecht und den gesetzlichen Vorschriften ablaufenden öffentlichen Verkehr auf den Straßen, in der Luft und auf dem Wasser versteht.[2]

## Verkehrsraumnutzung
Außerhalb des privaten Verkehrsbereichs (Wohnraum, Privatgelände usw.) befindet sich der öffentliche Verkehrsraum. Da hier unterschiedliche Bewegungsinteressen und Bewegungsströme mit erheblicher Bewegungsdynamik aufeinander treffen, sind diese Verkehrsräume besonders gefahrenhaltig für Leben und Gesundheit der Verkehrsteilnehmer. Dies bedeutet, dass eine gewisse Verkehrskompetenz gegeben sein muss, um mit dem Gefahrenpotenzial sicherheitstechnisch umgehen und mit den anderen Verkehrsteilnehmern den Verkehrsraum partnerschaftlich nutzen zu können.
Auf des hoch kompliziert und komplex gewordenen Verkehrswesens stellt die Nutzung der verschiedenen Verkehrsräume unterschiedlich hohe Anforderungen an die Verkehrsteilnehmer. Die Qualifikation muss für die Inanspruchnahme der besonders gefahrenträchtigen Verkehrsräume durch spezielle Ausbildungsgänge und Prüfungen erworben und durch entsprechende Lizenzen nachgewiesen werden. Diese haben eine unterschiedliche Verbindlichkeit. So ist etwa für das Führen von Landkraftfahrzeugen ein Führerschein, für die Nutzung des Luftraums eine Fluglizenz, für das Befahren der Wasserwege ein entsprechendes Schifferpatent vorgeschrieben. Für Fußgänger und Radfahrer hingegen wird eine Verkehrsqualifikation bisher lediglich dringend empfohlen und von den Schulen und Verkehrsinstitutionen wie der Deutschen Verkehrswacht in Form eines Fußgängerdiploms und der Radfahrprüfung vermittelt. Außerdem bietet die Polizei regelmäßig meist kostenlose Fortbildungskurse und Übungsgelände für alle Straßenverkehrsteilnehmer an.

## Verkehrsraum als Lebensraum
Die Verkehrspädagogik versteht Verkehrsraum als Lebensraum, der grundsätzlich jedem Menschen (Kindern, Jugendlichen, Erwachsenen, Gebrechlichen, Behinderten) möglichst sicher zur Verfügung stehen muss. Damit dies gewährleistet werden kann, sind seitens der Politik und Städteplanung geeignete technische Maßnahmen und seitens der Verkehrserziehung entsprechende Ausbildungsprogramme erforderlich. Die pädagogische Einführung in die Verkehrsteilnahme beginnt natürlicher Weise immer mit der Auseinandersetzung mit dem Straßenverkehr und der Teilnahme als Fußgänger. Sie muss bereits bei der vorschulischen Erziehung ansetzen und mit steigender Beanspruchung durch die gesamte schulische Ausbildung begleiten. Dabei sind die unterschiedlichen Bedürfnisse und Fähigkeiten bei der Nutzung des gemeinsamen Verkehrsraums zu respektieren. Hierzu gehört auch die sportliche Nutzung des Luftraums, etwa durch Sportflieger wie Gleitschirm-, Hängegleiter- oder Ultraleichtpiloten.